# St. Anna (Ballmertshofen)

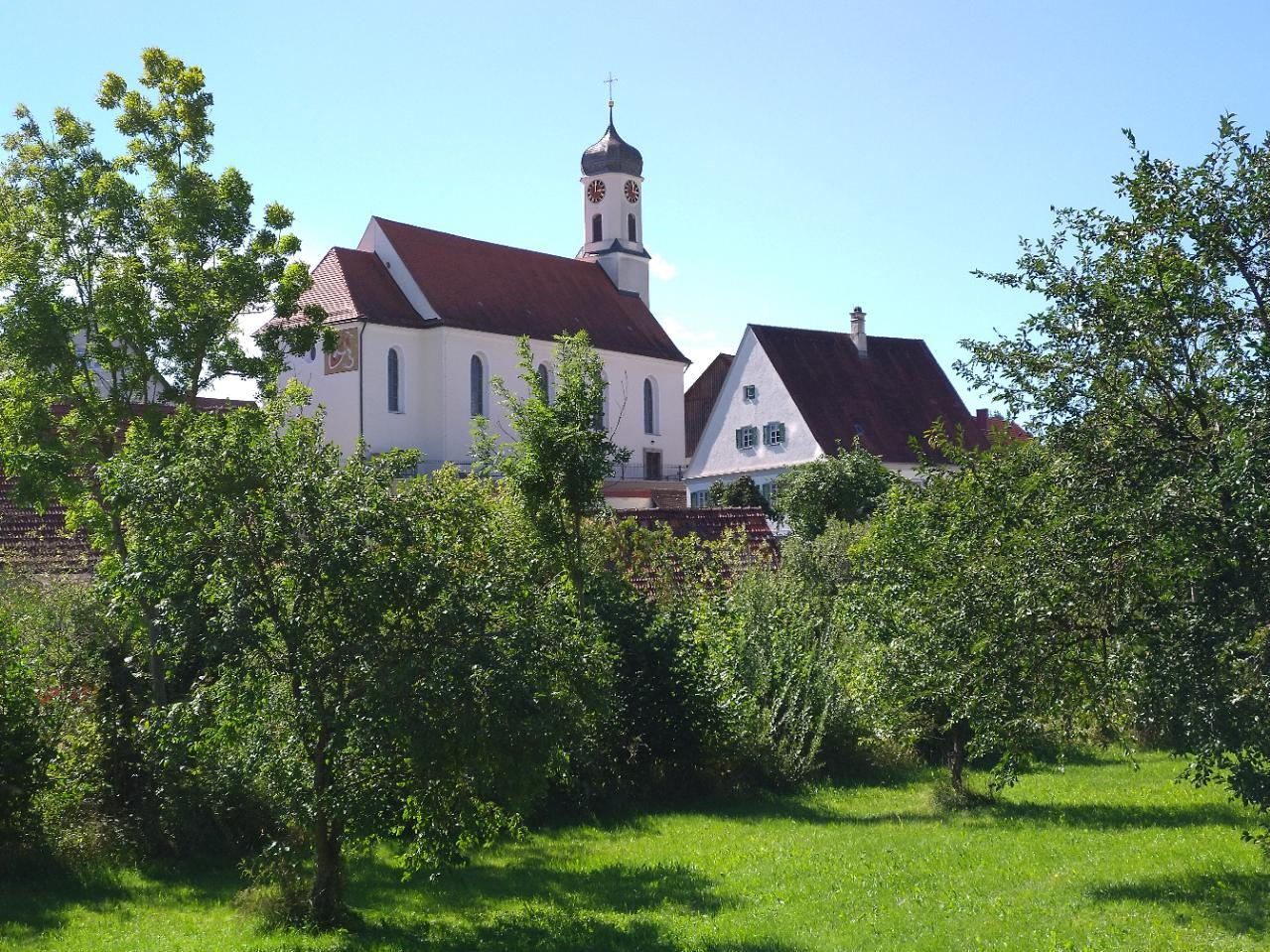
St. Anna in Ballmertshofen

Die römisch-katholische Pfarrkirche St. Anna steht in Ballmertshofen, einem Ortsteil der Gemeinde Dischingen im Landkreis Heidenheim in Baden-Württemberg. Das Bauwerk ist beim Landesamt für Denkmalpflege Baden-Württemberg als Baudenkmal eingetragen. Die Kirchengemeinde gehört zum Dekanat Heidenheim der Diözese Rottenburg-Stuttgart.

## Beschreibung
Die Saalkirche wurde 1741 anstelle der 1624 zerstörten Vorgängerkirche erbaut. Sie besteht aus einem vier Achsen umfassenden Langhaus, einem eingezogenen, gerade geschlossenen Chor im Osten und einem halb ins Langhaus eingestellten Fassadenturm im Westen. Das mit einer Zwiebelhaube bedeckte achteckige Oberteil des Turms beherbergt die Turmuhr und den Glockenstuhl, in dem vier Kirchenglocken hängen.
Der Innenraum des Langhauses ist mit einem Stichkappengewölbe überspannt. Die Kirchenausstattung ist um 1742 entstanden. Die Orgel wurde 1988 als Opus 992 von der Giengener Orgelmanufaktur Gebr. Link erbaut.